# Engoulevent noirâtre
Nyctipolus nigrescens
Espèce
Statut de conservation UICN

 LC  : Préoccupation mineure
L'Engoulevent noirâtre (Nyctipolus nigrescens, anciennement Caprimulgus nigrescens) est une espèce d'oiseaux de la famille des Caprimulgidae.

## Répartition
Cet oiseau vit dans le Nord de l'Amérique du Sud.